# Archidiocèse de Delhi
L'Archidiocèse de Delhi est une circonscription ecclésiastique de l’Église catholique en Inde.  Séparé de l’archidiocèse d'Agra en 1937, le ‘diocèse de Delhi-Simla’ devient ‘archidiocèse de Delhi’ le 4 juin 1959.  Il comprend aujourd’hui le territoire de Delhi, avec New-Delhi et quelques districts voisins, dans le Punjab et l’Haryana. 
New-Delhi étant la capitale de l’Inde et une ville largement administrative, les catholiques de l’archidiocèse forment une mosaïque de toutes les communautés catholiques du pays. Du fait de sa situation l’archevêque de Delhi a également une visibilité politique et médiatique plus grande. 

## Histoire
Au XVIe siècle, lors de la mission des jésuites auprès des empereurs Moghol un ‘Vicariat du Grand Moghol’ est créé qui couvre toute l’Inde du nord. Lorsque la hiérarchie catholique est érigée en Inde (1886) par Léon XIII Agra devient un archidiocèse. 
En 1910 Simla est créé comme siège métropolitain, bientôt renommé (en 1937) ‘Archidiocèse de Delhi-Simla’. En 1959, l’archidiocèse de Delhi est séparé de Simla.

## Archevêques

### Archevêques de Simla
- Anselm Kenealy, OFM Cap.. (1910-1936)
- Anselm Kenealy, OFM Cap., Administrateur apostolique (1936-1937)

### Archevêques de Delhi et Simla
- Silvester Patrick Mulligan, O.F.M. Cap. (1937-1950)
- John Burke, Administrateur apostolique (1950-1951)
- Joseph A. Fernandes (1951-1959)

### Archevêques de Delhi
- Joseph A. Fernandes (1959-1967)
- Angelo Fernandes (1967-1990)
- Alan de Lastic  (1990-2000)
- Vincent Concessao (7 septembre 2000 - 30 novembre 2012[1])
- Anil J. Couto[2] depuis le 30 novembre 2012[1]

## Sources
- Fiche sur catholic-hierarchy